# 1573 en arts plastiques
| Années des arts plastiques : 1570 - 1571 - 1572 - 1573 - 1574 - 1575 - 1576    |
| Décennies des arts plastiques : 1540 - 1550 - 1560 - 1570 - 1580 - 1590 - 1600 |

Cette page concerne l'année 1573 en arts plastiques.

## Œuvres

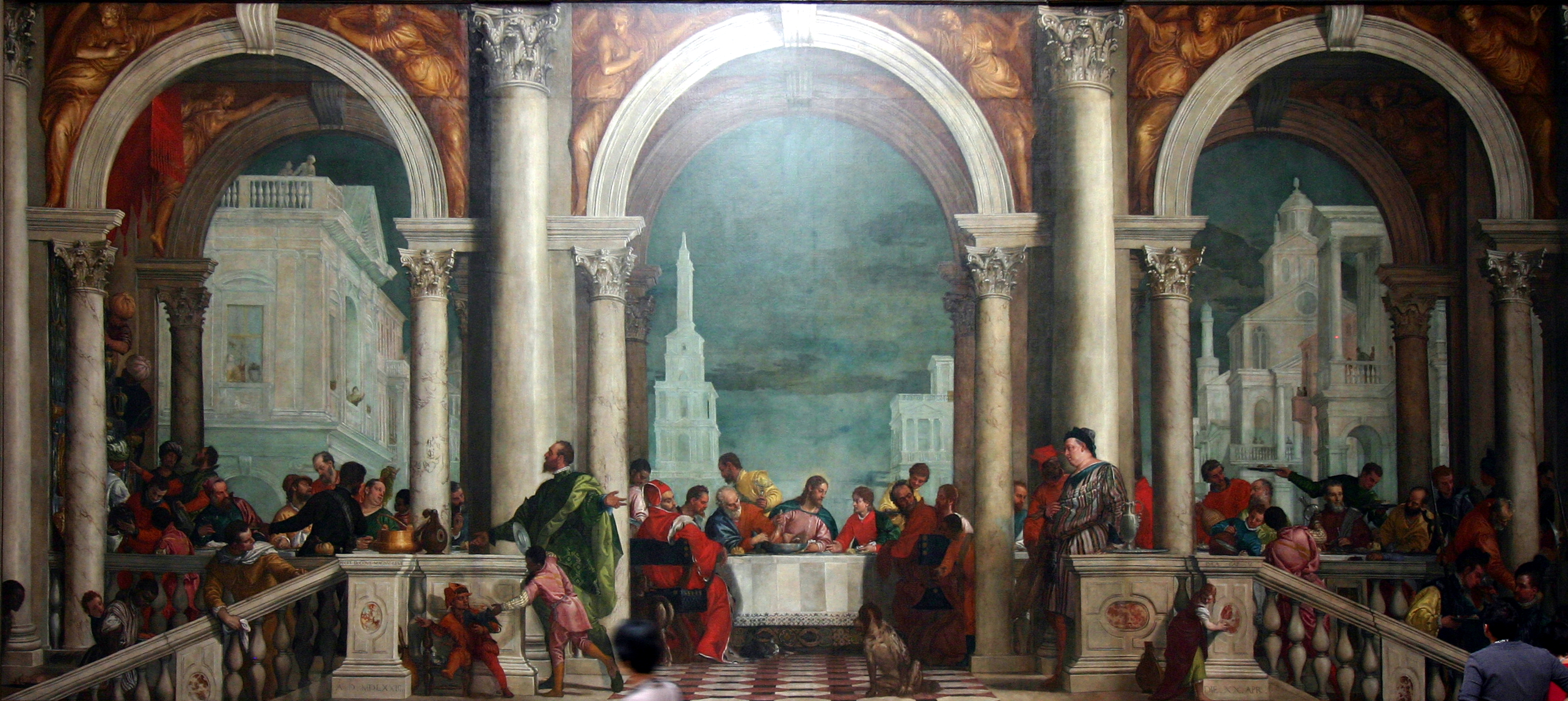
Le Repas chez Levi de Véronèse (Galleria dell'Accademia, Venise)

- Le Repas chez Levi et Vénus pleurant Adonis, deux huiles sur toile de Paul Véronèse.

## Naissances
- 18 janvier : Ambrosius Bosschaert, peintre néerlandais († 1621),
- 9 juin : Hendrik Hondius I, éditeur et graveur hollandais († 29 octobre 1650),
- 18 juillet : Odoardo Fialetti, peintre et graveur italien († 1638),
- ? juillet : Il Morazzone, peintre italien († 1626),
- 23 décembre : Giovanni Battista Crespi, dit le Cerano, peintre italien de la fin du XVIe et du début du XVIIe siècles († 23 octobre 1632),
- ? :
  - Arent van Bolten, sculpteur, dessinateur, designer et orfèvre néerlandais († 1633),
  - Jacob van der Heyden, peintre, dessinateur, graveur et éditeur belge († 1645),
  - Tiberio Titi, peintre italien († 1627).

## Décès
- 10 mars : Hans Mielich, peintre et dessinateur allemand (° 1516),
- ? juin : Hans Glaser, graveur et imprimeur allemand (° vers 1500),
- 13 octobre : Geoffroy Dumonstier, peintre, décorateur et graveur français (° vers 1500),
- Jacques Le Boucq, peintre, héraut, portraitiste et dessinateur hainuyer (° 1520),
- Vers 1573 :
- Battista del Moro, peintre italien (° vers 1512).